# Assedio di Boston
L'assedio di Boston fu la prima battaglia del conflitto dopo l'inizio della guerra d'indipendenza americana; l'assedio durò dal 19 aprile 1775 al 17 marzo 1776. L'assedio, in pratica, vide i miliziani del New England impedire alla guarnigione dell'Esercito britannico di muoversi dalla città peninsulare di Boston, nel Massachusetts. Entrambi gli schieramenti dovettero affrontare problemi di personale e rifornimenti per tutta la durata della battaglia. Gli inglesi riuscirono a risolvere il problema solamente via mare ma, dopo nove mesi d'assedio, la guarnigione salpò per la Nuova Scozia.
L'assedio cominciò il 19 aprile dopo le battaglie di Lexington e Concord, quando la milizia proveniente da tutto il Massachusetts orientale bloccò gli inglesi in città. Il Congresso continentale diede vita all'Esercito Continentale, inizialmente composto dai miliziani, con George Washington come comandante in capo. Nel giugno 1775, i britannici presero possesso delle colline Bunker Hill e Breed's Hill con perdite troppo pesanti e conquiste troppo ridotte per poter annientare l'Esercito continentale e liberare la città dall'accerchiamento. Le azioni militari durante il tempo rimanente dell'assedio si limitarono a raid occasionali, schermaglie minori e fuoco di tiratori scelti.
Nel novembre 1775, Washington inviò il venticinquenne scrittore e soldato Henry Knox a prelevare e portare a Boston l'artiglieria pesante presa dai miliziani nella cattura del forte Ticonderoga. In un'operazione complessa e dispendiosa, Knox portò diversi cannoni nell'area di Boston entro il gennaio 1776. Nel marzo dello stesso anno, questa artiglieria servì per fortificare Dorchester Heights, un pendio che sovrasta Boston e la sua baia, minacciando così la vitale via di rifornimento inglese. Il comandante britannico, William Howe, ritenne la posizione inglese indifendibile e ordinò di ritirarsi ad Halifax, in Canada, il 17 marzo.

## Gli antefatti
Prima del 1775, i britannici imposero tasse e dazi d'importazione alle colonie americane, a cui gli abitanti si opposero, poiché non avevano una rappresentanza nel Parlamento inglese. Come risposta al Boston Tea Party e ad altre proteste, 4 000 soldati britannici, sotto il comando del generale Thomas Gage, fu inviato ad occupare Boston e ad appacificare la Provincia della Massachusetts Bay. Il Parlamento autorizzò Gage a sciogliere il governo provinciale, il quale però si riformò nel Congresso Provinciale e continuò ad operare illegalmente. Il Congresso Provinciale richiamò la milizia coloniale e coordinò l'accumulo di armi altri rifornimenti militari. Gage chiuse inoltre il porto di Boston causando disoccupazione e scontenti in città.

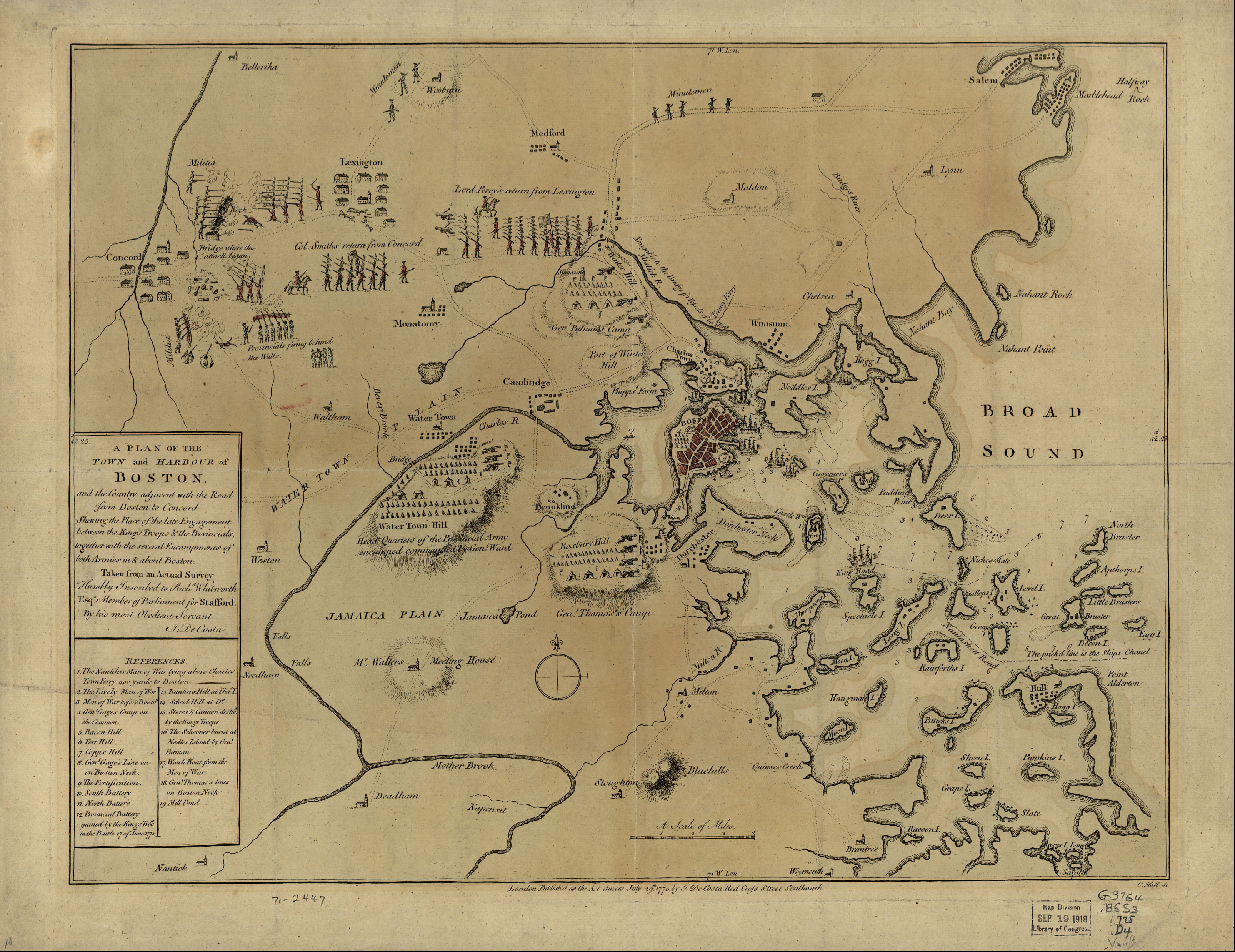
Mappa del 1775 sulle battaglie di Lexington e Concord e sull'assedio di Boston

Quando le forze britanniche furono inviate per impossessarsi i rifornimenti militari di Concord, il 19 aprile 1775, diverse compagnie di miliziani dai paesi circostanti si opposero ai soldati inglesi nelle battaglie di Lexington e Concord. A Concord, alcune delle forze britanniche furono costrette ad un confronto armato sul North Bridge (Ponte Nord) e costrette alla ritirata caotica. Ebbe così inizio una marcia di ritorno verso Boston, bersagliati dai miliziani, durante la quale vi furono numerose perdite. Contro i britannici infatti erano giunte unità di miliziani da tutto il New England.

## L'assedio

### La fortificazione

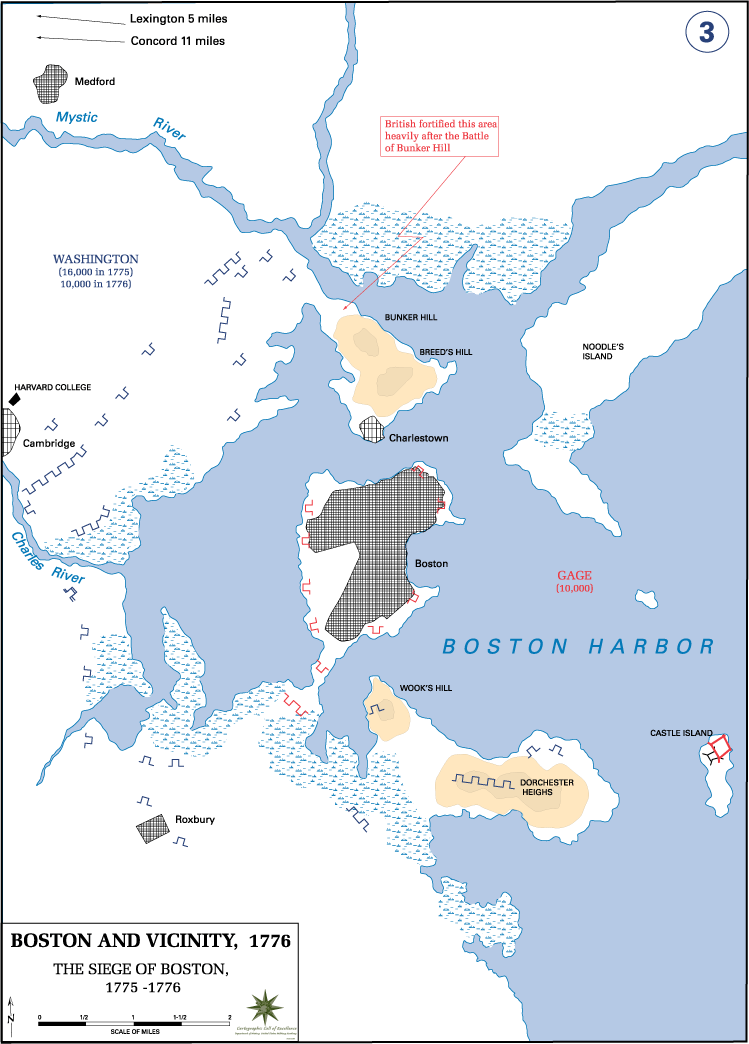
L'assedio di Boston, 1775-1776

Immediatamente dopo la battaglia del 19 aprile, la milizia del Massachusetts del generale Artemas Ward, succeduto a William Heath il 20 aprile, formò una linea d'assedio estesa da Chelsea a Roxbury, attorno alla penisola di Boston stessa e di Charlestown, circondando il capoluogo del Massachusetts su tre lati. In particolar modo bloccarono il Charlestown Neck e il Boston Neck, gli istmi che collegano Charlestown e Boston al resto del continente, lasciando solo il porto e la baia agli inglesi. Nei giorni immediatamente seguenti, le dimensioni delle forze coloniali crebbero con il sopraggiungere di miliziani dalla Provincia del New Hampshire, dalla Colonia di Rhode Island e delle Piantagioni di Providence e dalla Colonia del Connecticut. Il generale Gage scrisse la sua sorpresa sul numero di ribelli che circondarono la città: "I ribelli non sono la marmaglia spregevole che molti suppongono che siano... In tutte le loro guerre contro i francesi non mostrarono mai una condotta, una attenzione e una perseveranza come ora."
Gage spostò la sua attenzione nel fortificare le posizioni facilmente difendibili. Nel sud, a Roxbury, ordinò che venissero realizzate delle linee difensive con dieci cannoni da 680 g. Attorno a Boston, quattro colline furono fortificate rapidamente, divenendo la difesa principale della città. Nel tempo, queste colline sarebbero state fortificate ulteriormente. Gage decise inoltre di abbandonare Charlestown, facendo rientrare le forze a Boston. Charlestown stessa e le colline attorno, Bunker Hill e Breed's Hill, furono lasciate al nemico, come accadde per le alture di Dorchester, da dove si poteva osservare sia la città che la baia.
I britannici diminuirono drasticamente i movimenti dentro e fuori dalla città, temendo che si infiltrassero armi per eventuali ribelli all'interno. Assediati ed assedianti raggiunsero un accordo informale che concedeva a chiunque volesse il passaggio attraverso l'istmo. I residenti di Boston consegnarono alle autorità 2 000 moschetti e la maggior parte dei coloniali di Boston lasciarono la città. Molti lealisti che vivevano fuori città lasciarono le loro case e entrarono a Boston, non sentendosi al sicuro ora che i coloniali controllavano la campagna circostante. Alcuni degli uomini, giunti in città, si unirono ai reggimenti di lealisti e furono accorpati all'Esercito britannico.
Poiché l'assedio non bloccò il porto, la città rimase a portata delle unità della Marina britannica sotto il comando di Samuel Graves che arrivavano dalla Nuova Scozia ed altre regioni nordamericane. Le forze coloniali potevano fare poco per fermare le imbarcazioni a causa della supremazia navale della flotta britannica e l'assoluta assenza di vascelli ribelli. Tuttavia, la città e i soldati al suo interno erano a corto di razioni e i prezzi crebbero rapidamente. Oltretutto, le forze americane ricevevano informazioni su ciò che accadeva in città mentre gli inglesi non avevano spie tra le file coloniali.

### Le prime schermaglie
Il 3 maggio, il Congresso Provinciale del Massachusetts autorizzò Benedict Arnold a creare una forza militare per conquistare Fort Ticonderoga sulla punta meridionale del Lago Champlain nella Provincia di New York, in cui si sapeva vi fossero armi pesanti ma poche difese. Arnold giunse a Castleton, nel Vermont, il 9 maggio, dove si unì con Ethan Allen e la sua milizia del Connecticut. Questi uomini riuscirono a catturare sia il Fort Ticonderoga che il Fort Crown Point. Conquistarono inoltre l'unico grande vascello militare sul lago, con un raid su Fort Saint-Jean. I miliziani si impossessarono di 180 cannoni, oltre ad altri armamenti e rifornimenti, che il neonato Esercito Continentale utilizzarono nell'assedio di Boston.

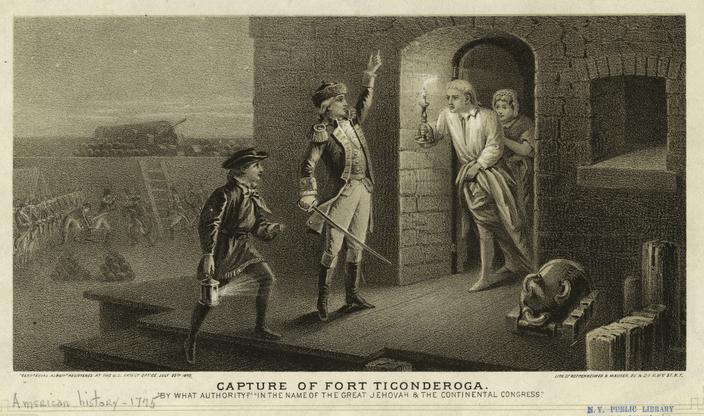
Stampa rappresentante Ethan Allen mentre chiede la resa di Fort Ticonderoga

A Boston non giungevano rifornimenti regolari di carne fresca e molti cavalli non avevano sufficiente fieno. Il 21 maggio, Gage ordinò ad un plotone di dirigersi sull'Isola Grape, nella baia esterna, e riportare in città del fieno. Quando i coloniali se ne accorsero, spararono sul plotone inglese ed incendiarono un fienile dell'isola, distruggendo ottanta tonnellate di fieno e permettendo ai britannici di prenderne non più di tre tonnellate.
Le forze continentali, in parte come risposta all'incidente sull'Isola Grape, si adoperarono per rimuovere dalle isole della baia tutti i rifornimenti che potevano essere utili ai britannici. Il 27 maggio, nella battaglia di Chelsea Creek, i Royal Marines inglesi tentarono di fermare i continentali, dal portare via i rifornimenti dalle isole della baia, ma gli americani resistettero e riuscirono a far arenare la goletta HM Diana, dopo averne preso gli armamenti. Nel tentativo di domare la ribellione, il 12 giugno, Gage offrì il perdono a tutti quelli che avessero gettato le armi, con l'eccezione di John Hancock e Samuel Adams. Tuttavia, invece di sopprimere i ribelli, alimentò la rabbia tra i coloniali e molte più persone decisero di impugnare le armi.

### La battaglia di Bunker Hill

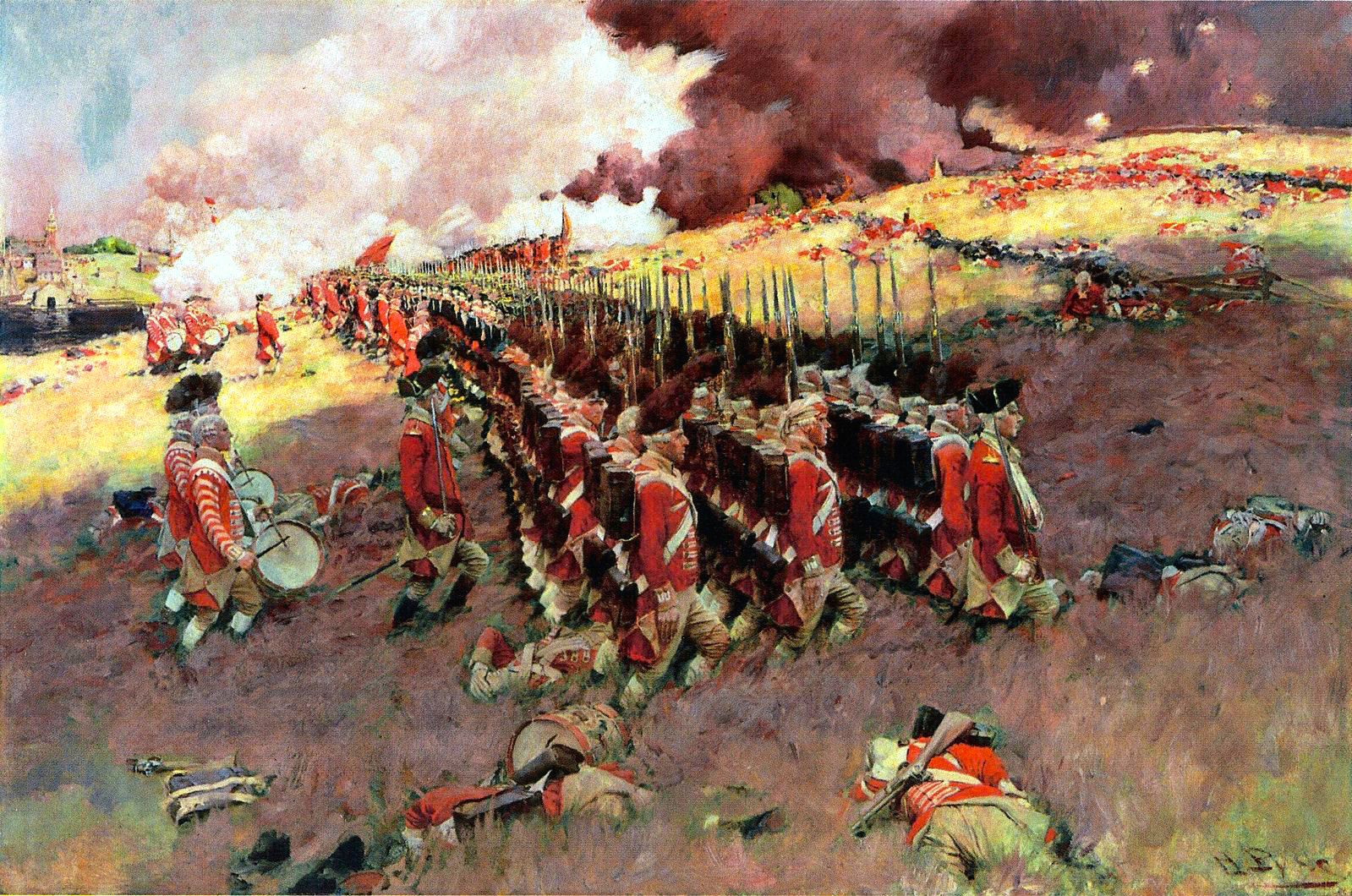
La battaglia di Bunker Hill, Howard Pyle, 1897

Per tutto maggio, i britannici avevano ricevuto rinforzi fino ad arrivare ad un totale di 6 000 uomini. Il 25 maggio, arrivarono anche tre generali a bordo dell'HMS Cerberus: William Howe, John Burgoyne ed Henry Clinton. Gage quindi cominciò a pianificare la rottura dell'assedio.
Il piano dei generali britannici prevedeva di fortificare sia Bunker Hill che Dorchester Heights. Il 18 giugno avrebbero attaccato e conquistato Dorchester Heights; tuttavia, tre giorni prima dell'attacco, i coloniali vennero a sapere degli intenti inglesi e il Committee of Safety inviò istruzioni al generale Ward di fortificare Bunker Hill e le alture di Charlestown. Ward ordinò al colonnello William Prescott di occuparsi di questi rafforzamenti delle difese. Nella notte del 16 giugno, Prescott guidò 1 200 uomini sull'istmo di Charlestown dove questi edificarono le difese su Bunker Hill e Breed's Hill.
Il 17 giugno, nella battaglia di Bunker Hill, le forze britanniche del generale Howe presero la penisola di Charlestown. I britannici ebbero successo nel prendere le alture della penisola ma persero circa 1 000 uomini, di cui 92 ufficiali, e ciò impedì loro di attaccare nuovamente i coloniali con un assalto diretto. Nonostante avessero perso, gli americani erano riusciti a resistere più volte ai soldati regolari inglesi, respingendo due assalti su Breed's Hill prima di cedere. Dopo questa battaglia, l'assedio rimase fino alla fine in una situazione di stallo.

### Lo stallo
Il 2 luglio, il generale George Washington arrivò a Cambridge e posizionò il suo quartier generale nella Benjamin Wadsworth House (Casa di Benjamin Wadsworth), nell'Università di Harvard, di cui Wadsworth era stato rettore. Il giorno seguente, Washington ricevette il comando dell'Esercito Continentale, che nel frattempo aveva continuato ad ingrandirsi, accorpando persino compagnie di fucilieri dalla Provincia del Maryland e della Virginia. Il generale cominciò un lavoro di modellamento per rendere i miliziani qualcosa di più simile ad un vero e proprio esercito, imponendo i suoi ufficiali al posto di quelli eletti dai miliziani stessi, imponendo poi maggior organizzazione e disciplina negli accampamenti. Ordinò inoltre che gli ufficiali di ranghi differenti indossassero divise differenti, in modo da poter essere distinguibili da superiori e sottoposti. Il 16 luglio, spostò il suo quartier generale nella John Vassall House (Casa di John Vassall), sempre a Cambridge, che divenne nota poi come la casa di Henry Wadsworth Longfellow. Verso la fine del mese, giunsero circa 2 000 fucilieri dalla Provincia della Pennsylvania, del Maryland e della Virginia. L'accuratezza dei fucili rispetto ai moschetti era sconosciuta fino ad allora nel New England ma ora venivano usati spesso per bersagliare saltuariamente gli assediati.

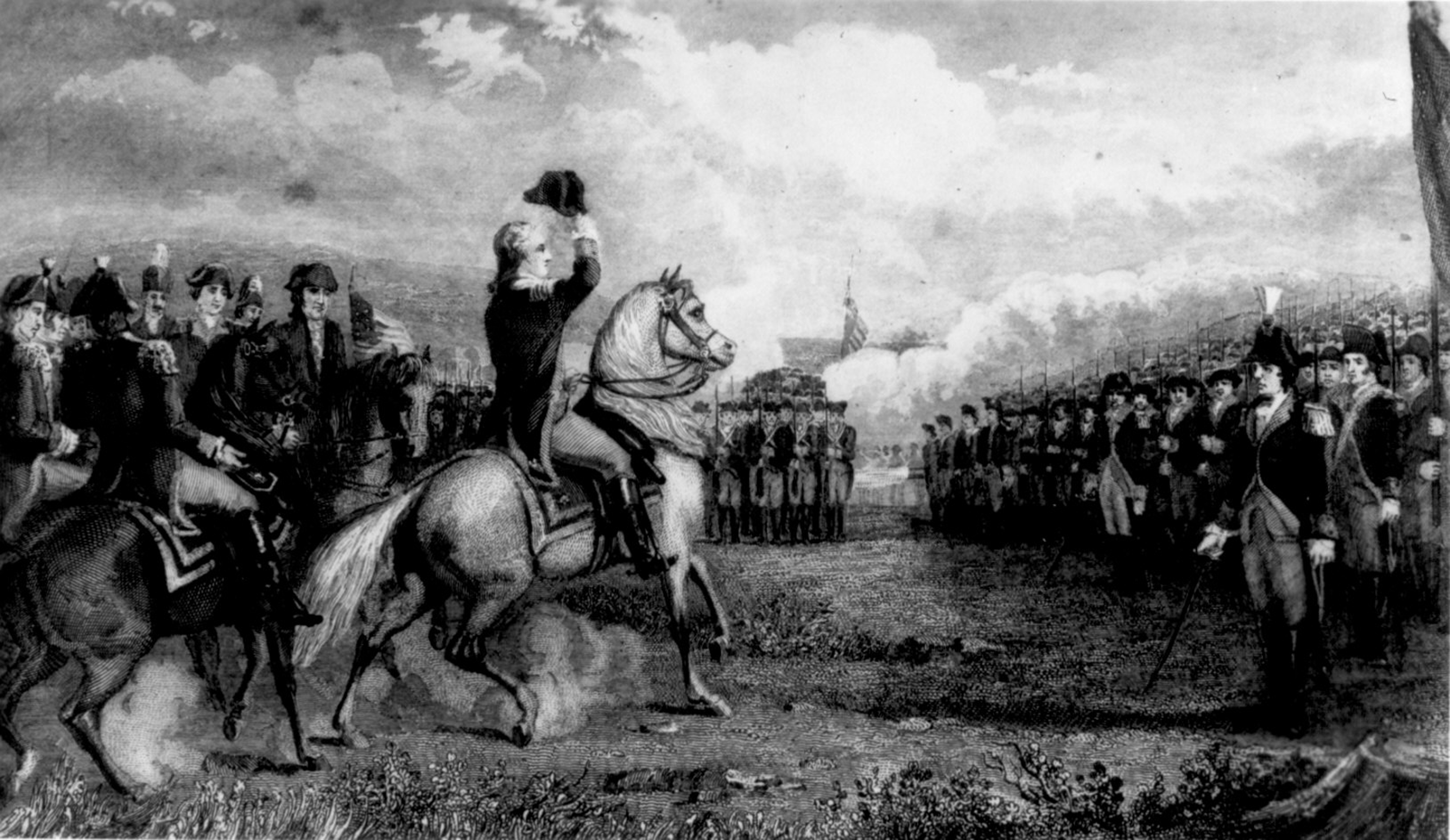
George Washington mentre prende il comando dell'esercito

Un altro ordine di Washington fu di incrementare le difese: furono quindi scavate trincee nell'istmo di Boston ed estese verso la città, tuttavia con pochi effetti sull'occupazione britannica. Gli uomini al lavoro furono bersagliati dal fuoco inglese per tutto il tempo, come le sentinelle a guardia dei lavori. Il 30 luglio, in rappresaglia per un attacco americano, i britannici respinsero indietro un'avanguardia coloniale e bruciarono alcune case a Roxbury. Quattro giorni dopo, il 2 agosto, un fuciliere americano venne ucciso e appeso sull'istmo, scatenando l'ira degli americani che marciarono in avanti per attaccare le truppe inglesi. L'assalto durò tutto il giorno, durante il quale i coloniali uccisero o ferirono molti inglesi, perdendo solo un uomo. Il 30 agosto, i britannici irrupero a sorpresa dall'istmo e spararono all'interno di una taverna per poi ritirarsi dietro le loro difese. La stessa notte, 300 coloniali attaccarono l'Isola di Little Brewster, bruciando il faro, uccidendo diversi inglesi e catturando 23 soldati, al costo di una sola vita umana. In un'altra notte d'agosto, Washington inviò 1 200 uomini a scavare trincee in cima ad un pendio vicino Charlestown; nonostante il bombardamento nemico, i coloniali riuscirono nel loro intento.
Ad inizio settembre, Washington cominciò a pianificare due manovre: la prima era l'invasione del Quebec con 1 000 dei suoi uomini; la seconda era lanciare un attacco su Boston. Il generale sentiva infatti di poter inviare parte delle sue forze in Canada poiché le sue spie riferivano che i britannici cominciavano a disertare e che comunque non avrebbero attaccato prima di ricevere rinforzi. L'11 settembre, circa 1 100 uomini, sotto il comando di Benedict Arnold, partirono per il Quebec. Washington quindi organizzò un consiglio di guerra e pose la questione di un assalto anfibio di Boston, inviando truppe attraverso la Back Bay, a bordo di imbarcazioni in grado di portare 50 soldati ciascuna. Washington stesso credeva che l'operazione fosse estremamente difficile, soprattutto con il sopraggiungere dell'inverno. Il piano fu perciò rigettato all'unanimità e si decise di non attaccare, almeno per il momento.

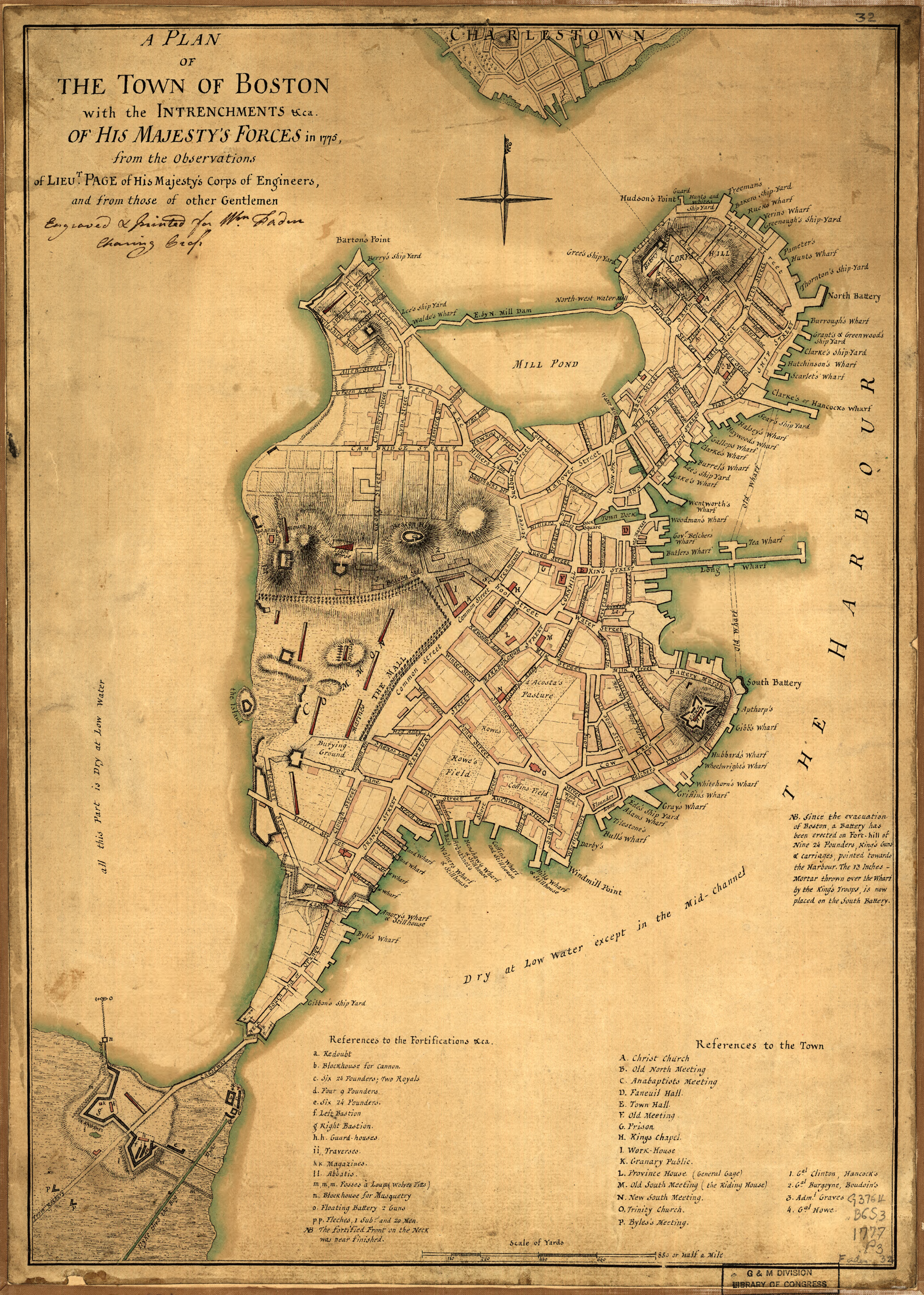
Le difese inglesi a Boston, 1775

Nei primi del mese, Washington autorizzò l'appropriazione dei pescherecci locali per missioni di intelligence ed interdizione dei rifornimenti britannici. Queste operazioni furono le precursori di quelle che avrebbe eseguito la Marina Continentale, formata dopo che gli inglesi incendiarono Falmouth, l'odierna Portland, nel Maine. Le navi del Connecticut e di Rhode Island cominciarono ad armarsi e furono concesse patenti di corsa.
Nei primi di novembre, 400 soldati britannici furono inviati a Lechmere's Point, in una spedizione per ottenere viveri. Il raid portò dieci capi di bestiame in città ma al prezzo di due vite umane, perse nella schermaglia con le truppe coloniali inviate a difendere il bestiame. Il 29 novembre, il capitano coloniale John Manley, comandante della goletta USS Lee, catturò uno dei pezzi più pregiati di tutto l'assedio, il brigantino Nancy, appena fuori dalla baia di Boston, diretto in città con rifornimenti militari.
Con l'arrivo dell'inverno, entrambi gli schieramenti dovettero affrontare i loro problemi. Gli americani erano così a corto di polvere da sparo che ai soldati furono consegnate delle lance per combattere un eventuale attacco inglese. Molti soldati americani non erano stati pagati e molti avrebbero terminato il servizio a fine anno. Dal canto britannico, Howe, che era subentrato a Gage in ottobre, dovette far fronte a diversi problemi. Il legname era così scarso che gli inglesi cominciarono ad abbattere alberi e demolire edifici in legno. In aggiunta, rifornire via mare la città era diventato troppo difficile a causa delle tempeste e dei corsari coloniali. Le truppe britanniche erano così affamate che molti disertarono quando poterono. Peggio ancora, lo scorbuto e il vaiolo irruppero in città. Anche l'esercito di Washington fu colpito dal vaiolo e il generale inviò le truppe infettate in ospedale, l'unica opzione disponibile data la stigmatizzazione pubblica contro l'inoculazione.
Washington ripropose di assaltare Boston in ottobre ma i suoi ufficiali pensarono fosse meglio attendere finché la baia non si fosse ghiacciata. In febbraio, quando l'acqua tra Roxbury e Boston si era ghiacciata, il generale pensò che nonostante la carenza di polvere da sparo, avrebbero potuto assaltare la città attraverso il ghiaccio, ma i suoi ufficiali ancora una volta gli si opposero. Washington desiderava a tutti i costi lanciare un attacco su Boston poiché credeva che il suo esercito avrebbe disertato in inverno e quanto facilmente gli uomini di Howe avrebbero potuto sfondare le linee americane in quelle condizioni. Decise quindi di rinunciare con riluttanza all'assalto per concentrarsi sulla fortificazione di Dorchester Heights con i cannoni giunti da Fort Ticonderoga.
A metà gennaio, su ordine di Londra, il generale britannico Henry Clinton ed una piccola flotta salpò per la Provincia della Carolina con 1 500 uomini. Il loro obiettivo era di unirsi con le forze provenienti dall'Europa ed impossessarsi di un porto nelle colonie meridionali da cui iniziare varie operazioni militari. Ad inizio febbraio, un'unità britannica attraversò il ghiaccio in un raid su Dorchester dove incendò diverse fattorie.

## La fine dell'assedio

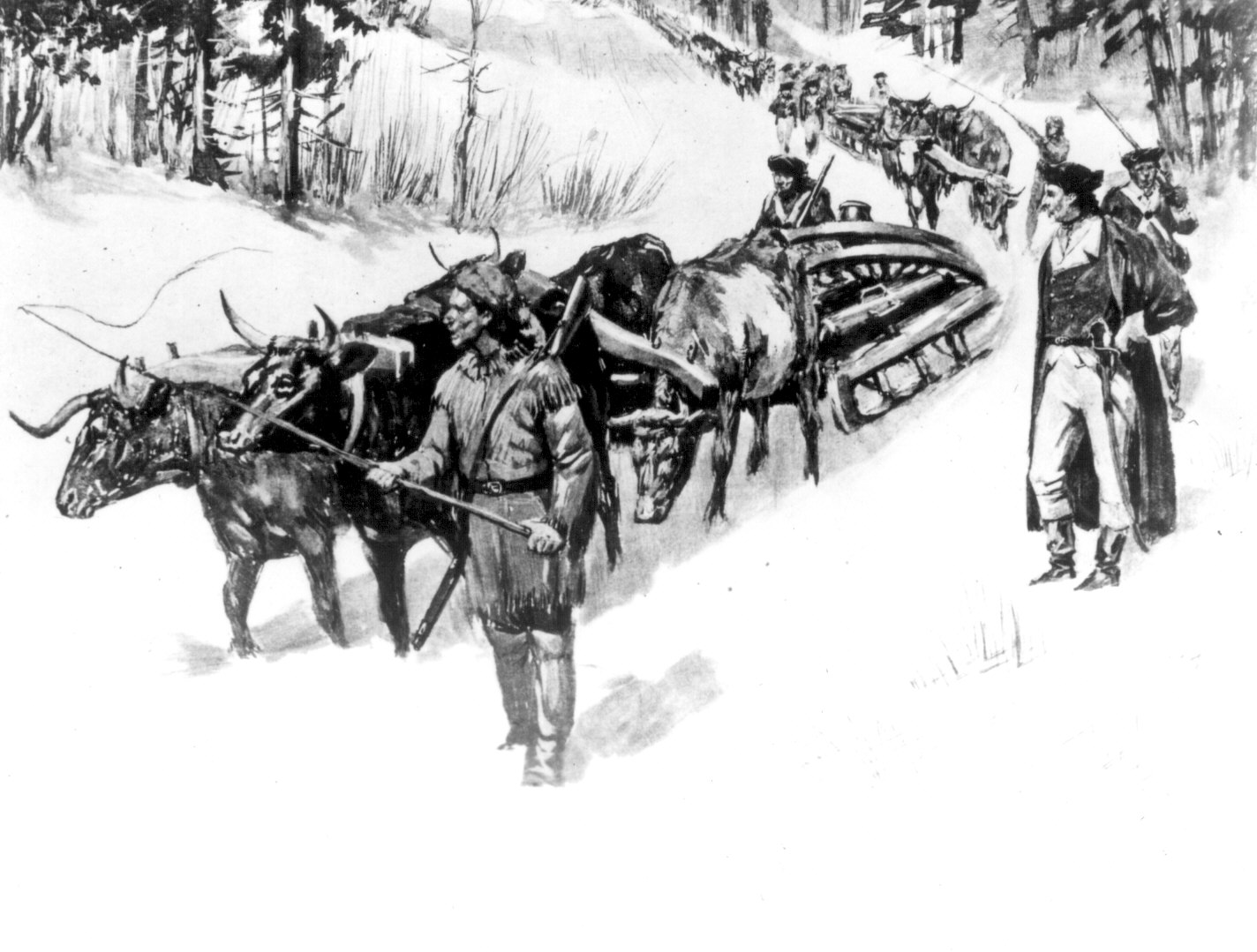
Henry Knox mentre conduce l'artiglieria a Cambridge

Tra il novembre 1775 e il febbraio 1776, il colonnello Henry Knox ed una squadra di ingegneri usò delle slitte per portare 60 tonnellate di artiglieria pesante a Boston, dopo aver conquistato il Fort Ticonderoga. Portandoli attraverso i fiumi ghiacciati Hudson e Connecticut, Knox giunse a Cambridge il 24 gennaio 1776.

### La fortificazione di Dorchester Heights
Alcuni dei cannoni, con portata e dimensione maggiori di quelli finora avuti dagli americani, furono posizionati nelle fortificazioni attorno alla città e, nella notte del 2 marzo, gli americani cominciarono a bombardare Boston, a cui i britannici risposero con la loro artiglieria. I cannoni americani, diretti da Knox, continuarono a colpire i britannici fino al 4 marzo. Lo scambio di bombardamenti produsse pochi danni ad entrambe le parti, colpendo delle case e uccidendo alcuni soldati britannici a Boston.

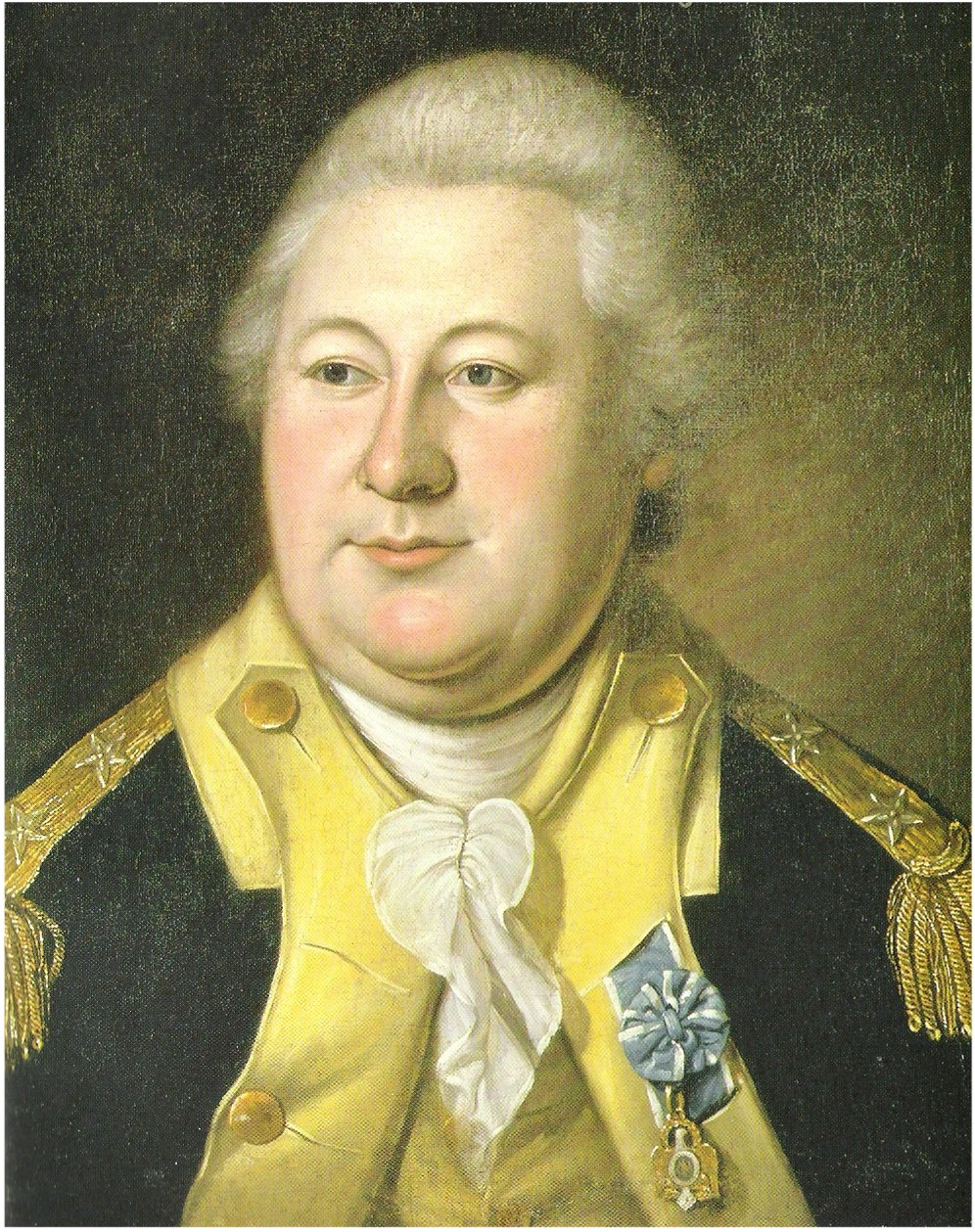
Il colonnello Henry Knox che trasferì i cannoni di Fort Ticonderoga fino alla alture sovrastanti Boston.

Il 5 marzo, Washington fece spostare di notte altri cannoni di Ticonderoga e diverse migliaia di uomini per occupare Dorchester Heights, delle colline sovrastanti Boston. Poiché era inverno, il terreno era ghiacciato, rendendo impossibile costruire delle trincee. Gli uomini di Washington usarono dunque qualunque cosa per costruire delle difese, come tronchi e rami. Il generale Howe si dice abbia esclamato: "Mio Dio, questi paesani hanno fatto più in una notte di quanto possa far fare al mio esercito in tre mesi." La flotta britannica era a portata dei cannoni americani a Dorchester e questo la rendeva un bersaglio esattamente come le truppe all'interno della città.
La risposta britannica fu un bombardamento di due ore delle colline, ma non ebbe alcun effetto poiché i cannoni inglesi non riuscivano a raggiungere quell'altitudine. Dopo il fallimento del bombardamento, Howe e i suoi ufficiali furono d'accordo sul fatto che era necessario rimuovere i ribelli dai pendii se avessero voluto tenere la città. Pianificarono quindi un assalto alle colline che tuttavia, a causa di una tempesta, non ebbe mai luogo e si decise, al contrario, di ritirarsi.
L'8 marzo, alcuni bostoniani inviarono una lettera a Washington, affermando che i britannici non avrebbero distrutto la città se fosse stato loro concesso di andarsene liberamente. Washington ricevette la lettera ma la rigettò poiché non era indirizzata a lui. Tuttavia, la lettera ebbe l'effetto desiderato: quando l'evacuazione cominciò, nessun americano disturbò le manovre inglesi. Il 9 marzo, dopo aver avvistato dei movimenti su Nook's Hill, presso Dorchester, i britannici iniziarono un massiccio fuoco di sbarramento, durato per tutta la notte. Il fuoco uccise quattro uomini con un colpo solo ma non vi furono altri danni o vittime. Il giorno seguente, i coloniali e raccolsero le 700 palle di cannoni sparate su di loro.

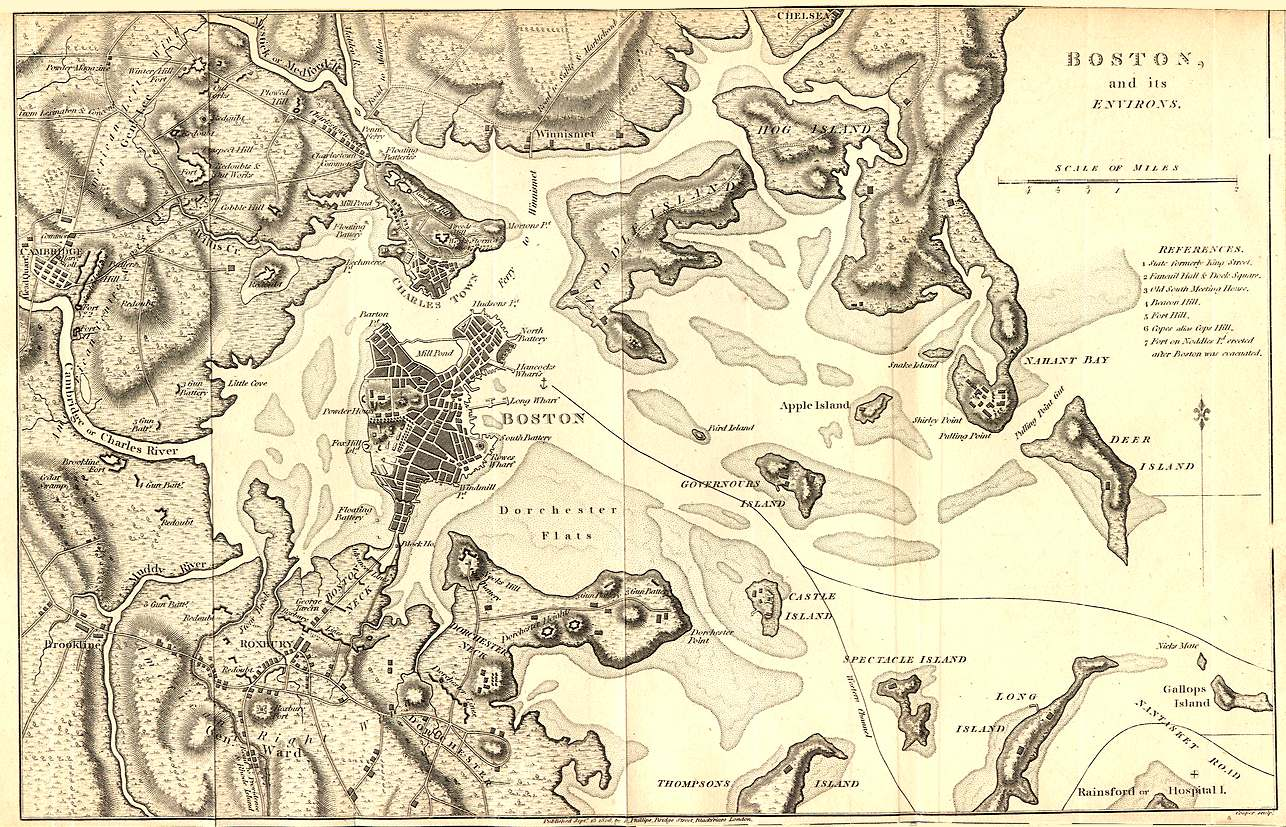
Una mappa di Boston e delle sue vicinanze, inclusa Bunker Hill, Dorchester Heights, e le truppe del generale Artemas Ward durante l'assedi. Da Marshall's Life of Washington, 1806

### L'evacuazione
Il 10 marzo, il generale Howe emise un'ordinanza in cui si affermava che tutti gli abitanti dovessero consegnare tutte le merci in lino e lana, necessarie ai coloniali per continuare la guerra. Un lealista, Crean Brush, venne autorizzato a ricevere questi beni, in cambio di un certificato che rendeva tali beni effettivamente inutili per l'esercito coloniale. Nella settimana successiva, la flotta britannica, nella baia di Boston, attese il vento favorevole mentre lealisti e soldati si imbarcavano. Durante questa fase d'attesa, le attività navali dei coloniali fuori dalla baia portarono alla cattura di diverse navi con rifornimenti a bordo. Il 15 marzo, il vento cambiò ma non durò a sufficienza per permettere alla flotta di salpare. Due giorni dopo, il vento divenne nuovamente favorevole e le truppe cominciarono a muoversi alle 04:00 e, alle 09:00, tutte le navi erano salpate. La flotta comprendeva 120 navi, con più di 11 000 uomini a bordo. Di questi, 9 906 erano truppe inglesi, 667 erano donne e 553 erano bambini.

## Le conseguenze

### Gli americani
Una volta che la flotta inglese fu salpata, gli americani reclamarono Boston e Charlestown. Inizialmente, credettero che i britannici fossero rimasti a Bunker Hill ma, ben presto, scoprirono che non era così. A causa del vaiolo, solo coloro che erano stati colpiti dalla malattia ed erano sopravvissuti furono autorizzati ad entrare in città, sotto il comando di Artemas Ward. Altre truppe coloniali entrarono in città il 20 marzo, quando il rischio di contagio venne ritenuto basso. Nonostante Washington aveva essenzialmente accettato la minaccia inglese di bruciare la città e non avesse interferito con l'evacuazione britannica, non lasciò che la ritirata inglese fuori dalla baia fosse del tutto semplice. Infatti ordinò al capitano Manley di attaccare le navi inglesi; la Marina Continentale ebbe qualche successo, catturando Crean Brush e la sua preziosa merce di lino e lana.
Il generale Howe, una volta uscite tutte le navi dalla baia, lascio nella retrovia un contingente di piccole navi con il compito di intercettare ogni vascello corsaro in avvicinamento. Mentre gli inglesi ripiegavano verso Halifax, alcune navi, con a bordo truppe di rinforzo agli assediati, sbarcò a Boston, finendo nelle mani degli americani.
La partenza degli inglesi mise fine alle attività militari nel New England. Washington temeva però che i britannici potessero attaccare New York, così, il 4 aprile, partì con il suo esercito verso Manhattan, dando il via alla campagna di New York e del New Jersey.
Vi sono sei unità dell'odierna Guardia Nazionale statunitense a cui si può far risalire un'unità dell'Esercito Continentale che prese parte all'assedio di Boston.

### I generali britannici

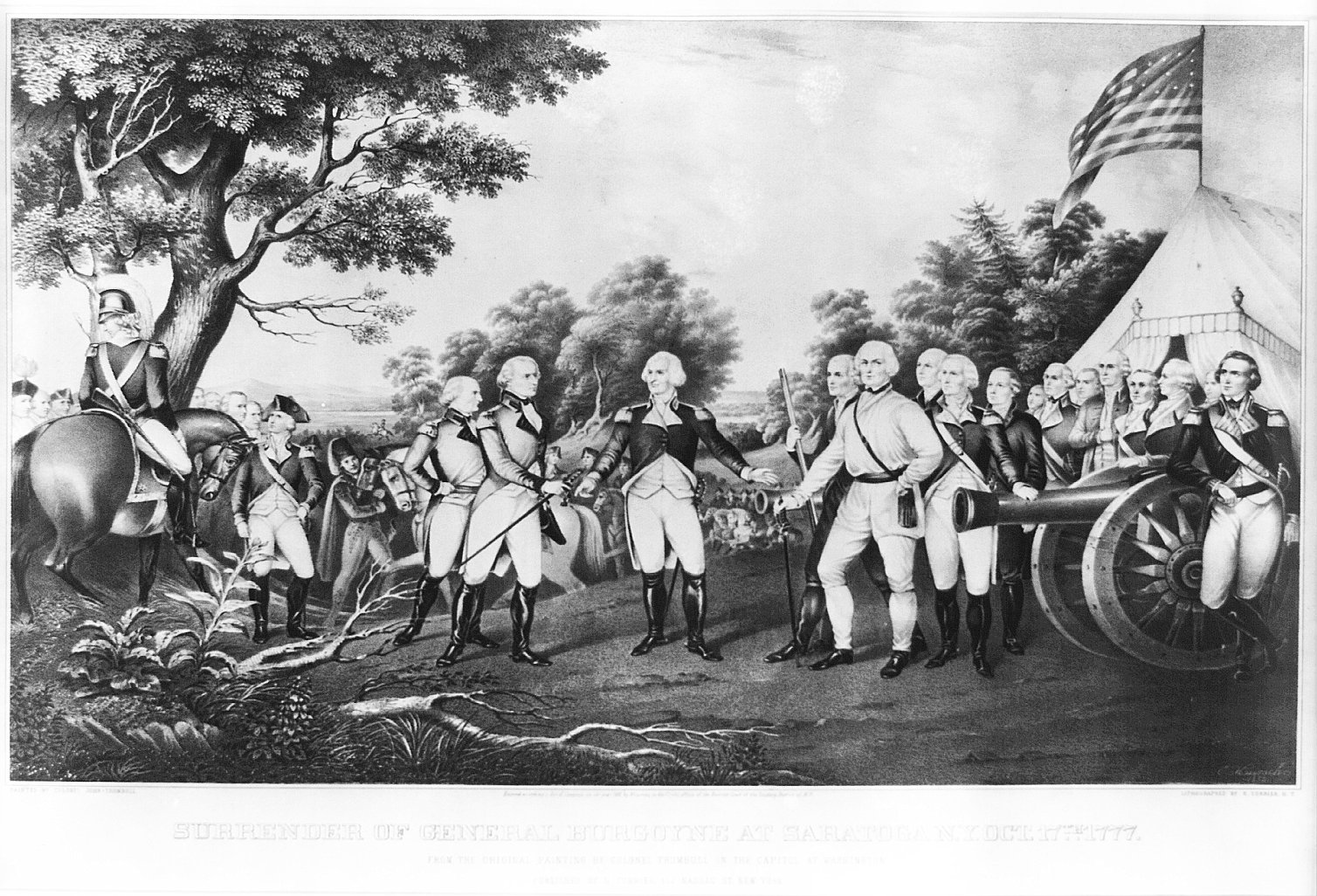
La resa del generale Burgoyne, di John Trumbull

Il generale Howe fu molto criticato dalla stampa inglese e dal Parlamento per il suo fallimento a Boston. Il generale Gage non ricevette mai più un altro incarico di comando. Il generale Burgoyne combatté ancora nella campagna di Saratoga, durante la quale venne catturato assieme a 7 500 dei suoi uomini. Il generale Clinton comandò le forze britanniche in America per altri quattro anni.

### I lealisti
Molti lealisti del Massachusetts partirono con gli inglesi quando evacuarono la città. Alcuni andarono in Inghilterra e cominciarono una nuova vita lì, altri tornarono in America finita la guerra. Molti rimasero in Nuova Scozia, stanziandosi in cittadine come Saint John, divenendo attivi nello sviluppo della Nuova Scozia stessa e del New Brunswick.

### La città di Boston
Boston dopo l'assedio non fu più un bersaglio militare. Rimase comunque un punto focale nelle attività rivoluzionarie, soprattutto grazie al suo porto che divenne un ricovero sicuro per corsari e navi da guerra coloniali. I suoi cittadini avrebbero avuto un ruolo fondamentale per lo sviluppo degli Stati Uniti. A Boston e nei paesi limitrofi, il 17 marzo è ricordato come il Giorno dell'Evacuazione.